# Stazione di Marylebone
La stazione di Marylebone o Londra Marylebone (in inglese: Marylebone station o London Marylebone) è una stazione ferroviaria del National Rail sita nell'omonima area della Città di Westminster. Essa è situata a metà strada fra la stazione di Euston e quella di Paddington, a circa 1,5 km da entrambe.
Aperta nel 1899, è la più recente delle principali stazioni ferroviarie di Londra ed una delle più piccole. Essa è anche l'unica non elettrificata e pertanto servita soltanto da treni a trazione diesel, diretti verso nord.
La stazione, nonostante le sue modeste dimensioni, è stata recentemente ampliata con l'aggiunta di diverse nuove piattaforme ed ha sensibilmente accresciuto il traffico passeggeri. Essa è ubicata nella Travelcard Zone 1.

## Storia

### Prima del 1958

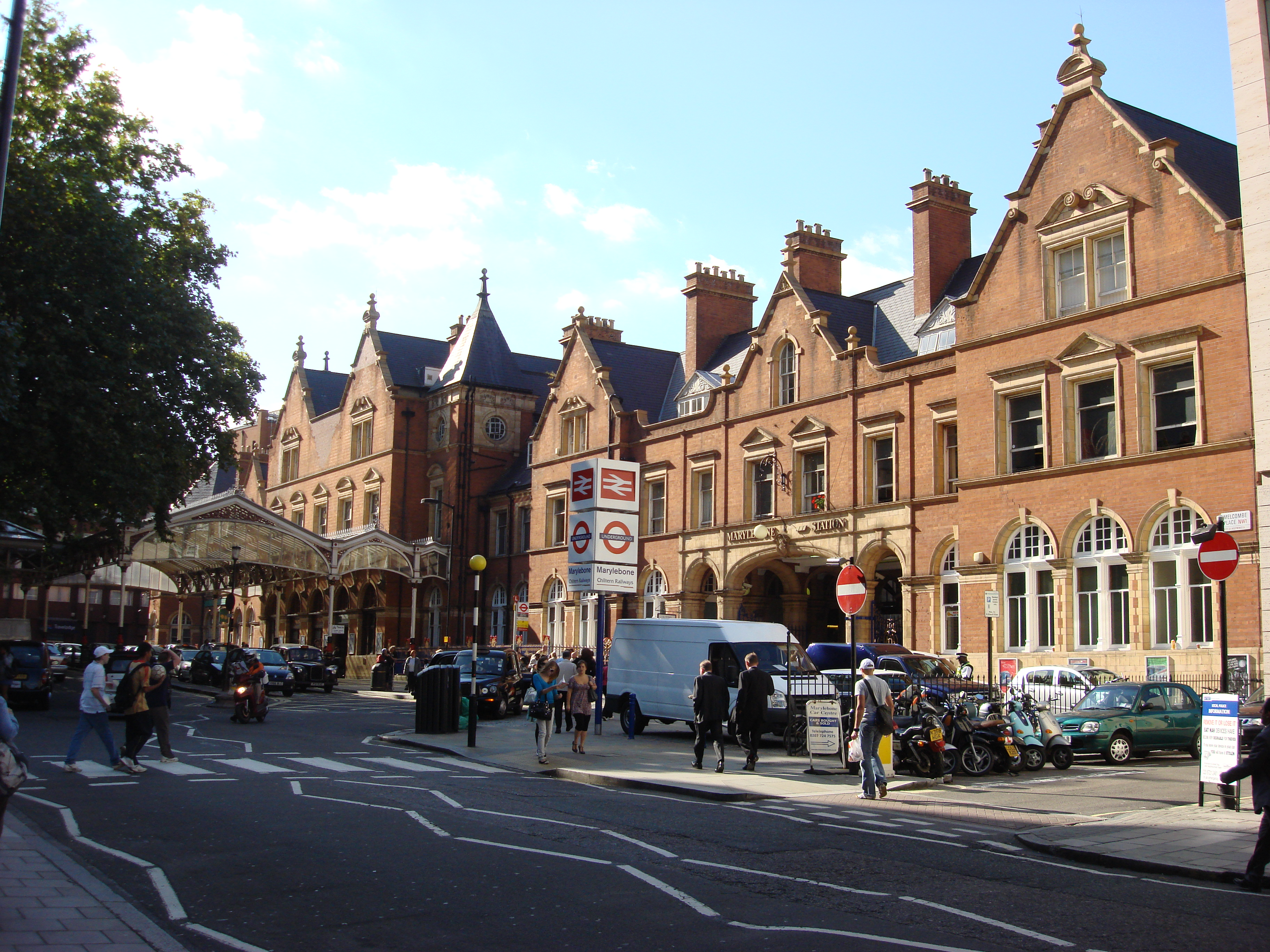
La stazione di Marylebone Station (1899) si inserisce armonicamente nel contesto urbano.

La stazione venne aperta il 15 marzo 1899 come stazione di testa della Great Central Railway. La costruzione in stile barocco edoardiano, costruita in mattoni rossi e pietra bianca, era ben armonizzata con gli edifici circostanti.
Venne progettata per avere dieci piattaforme ma a seguito degli elevati costi della costruzione, che portarono la società costruttrice al quasi fallimento, fu necessario rivedere il progetto e ridurre le piattaforme a solo quattro.
La Great Central Railway collegava Londra a High Wycombe, Aylesbury, Rugby, Leicester, Nottingham, Sheffield e Manchester.
Da essa operavano anche altre linee locali dal Middlesex, High Wycombe e Aylesbury per Marylebone.
Il traffico passeggeri non fu mai molto intenso, a seguito del fatto che fu l'ultima stazione principale di Londra ad essere costruita, e pertanto ebbe grossi problemi a competere con le altre costruite in precedenza e già ben avviate.
Nonostante lo scarso numero di passeggeri, la stazione ebbe sempre un grande traffico merci in particolare legato al trasporto del carbone.
Il maggior splendore si ebbe tra il 1923, quando la GCR venne assorbita dalla LNER ed il 1948, quando venne nazionalizzata per formare la BR Eastern Region.

### Dal 1958 agli anni '80
Le linee a lunga percorrenza iniziarono ad abbandonare la stazione di Marylebone dopo il trasferimento alla BR Midland Region. Esse divennero di fatto un duplicato, nella regione, di quelle della Midland Main Line. IL treno Master Cutler venne spostato sulla stazione di St Pancras. Dal 1960 non vi furono più treni giornalieri per che andassero a destinazioni poste a nord di Nottingham, anche se qualcuno viaggiava di notte, e molti servizi espressi vennero eliminati. Dal 1963 vennero eliminati i servizi locali e nel 1965 anche i servizi merci vennero ridotti drasticamente. Nel 1966 la maggior parte dell'ex Great Central Railway venne chiusa a nord di Aylesbury e divenne parte del Beeching axe. Ciò volle dire che Marylebone era divenuta una stazione per servizi locali per le sole destinazioni di Aylesbury e High Wycombe.
Dopo gli anni sessanta, a seguito di mancati investimenti, la stazione continuò la sua fase di decadenza. Essa divenne il miglior luogo a Londra per ammirare i treni del passato. Negli anni ottanta si parlò diffusamente della sua chiusura deviando i suoi ultimi treni, via High Wycombe, nella vicina stazione di Paddington ed estendendo la Metropolitan Line fino ad Aylesbury. Marylebone sarebbe stata convertita in una stazione di autobus creando delle strade al posto dei binari. La cosa non ebbe poi attuazione e la stazione rimase in attività.

### Dagli anni ottanta ad oggi

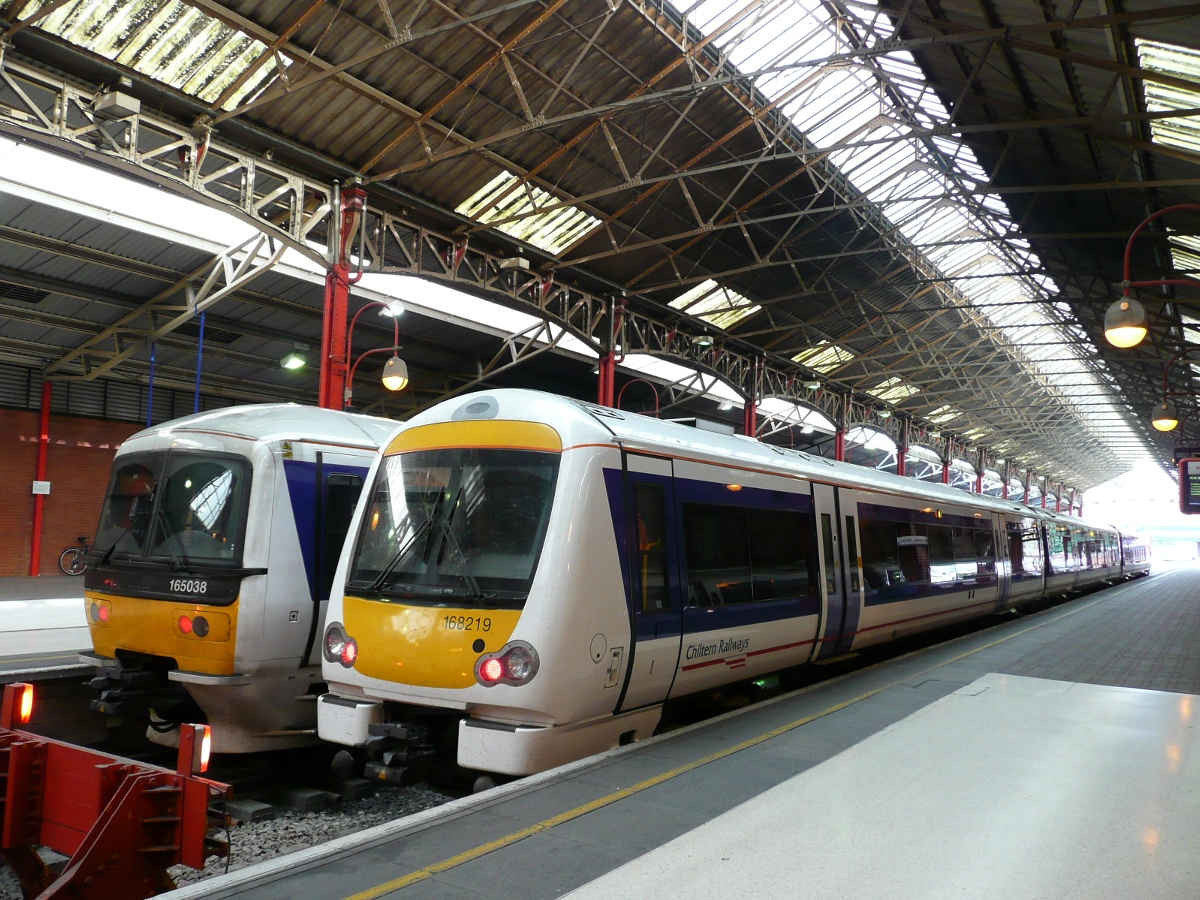
Treni alle piattaforme 2 e 3.

Il fatto nuovo avvenne alla fine degli anni ottanta quando la British Rail decise di spostare alcuni servizi dall'affollata stazione di Paddington a quella di Marylebone. Vennero vendute delle aree non più utilizzate realizzando un discreto numero di milioni di sterline che vennero poi utilizzate per la ristrutturazione della stazione. Vennero poi messi in servizio nuovi treni che andarono a sostituire quelli antiquati allora in servizio. 

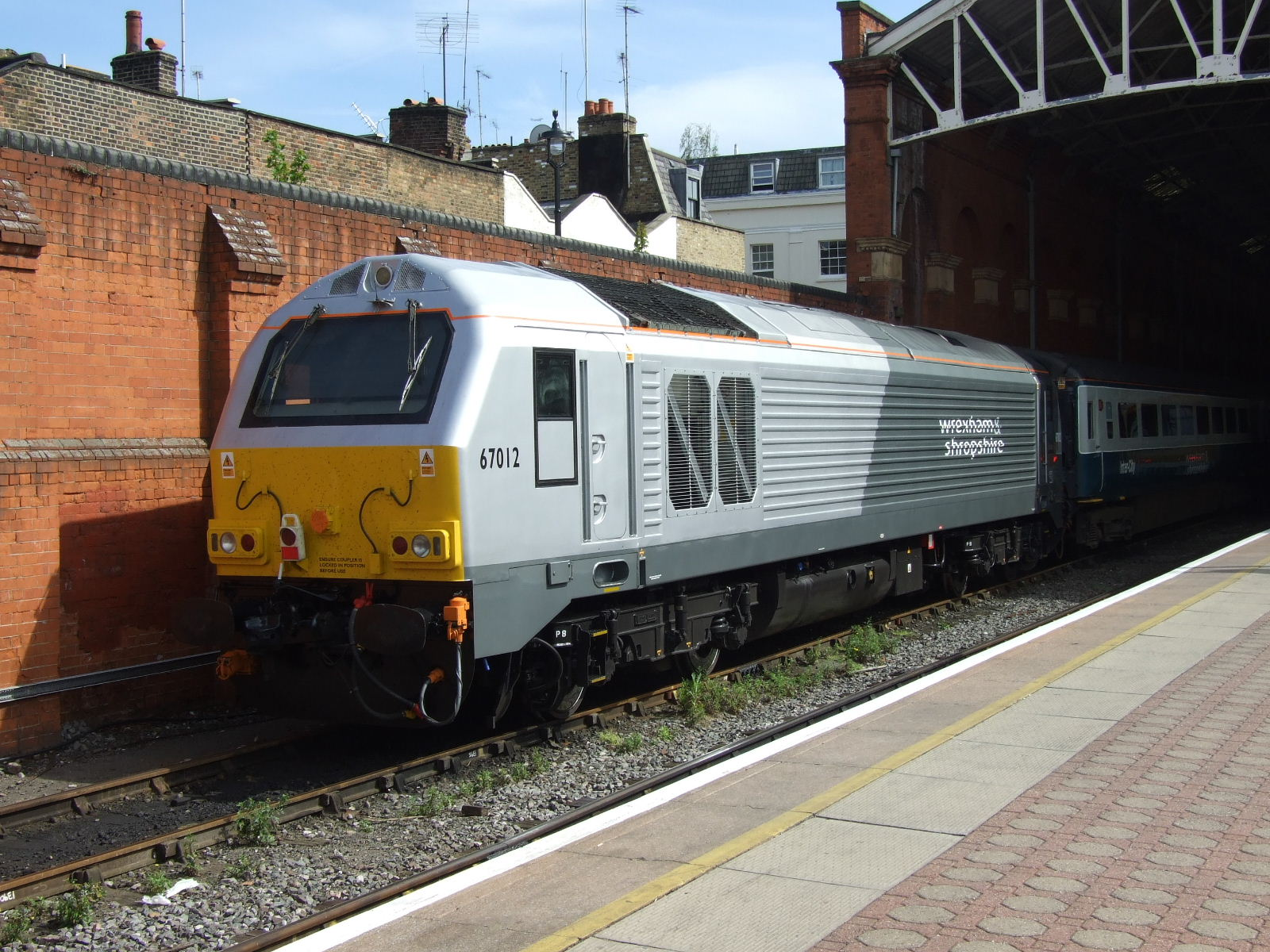
Locomotori Wrexham Shropshire Class 67 a Marylebone

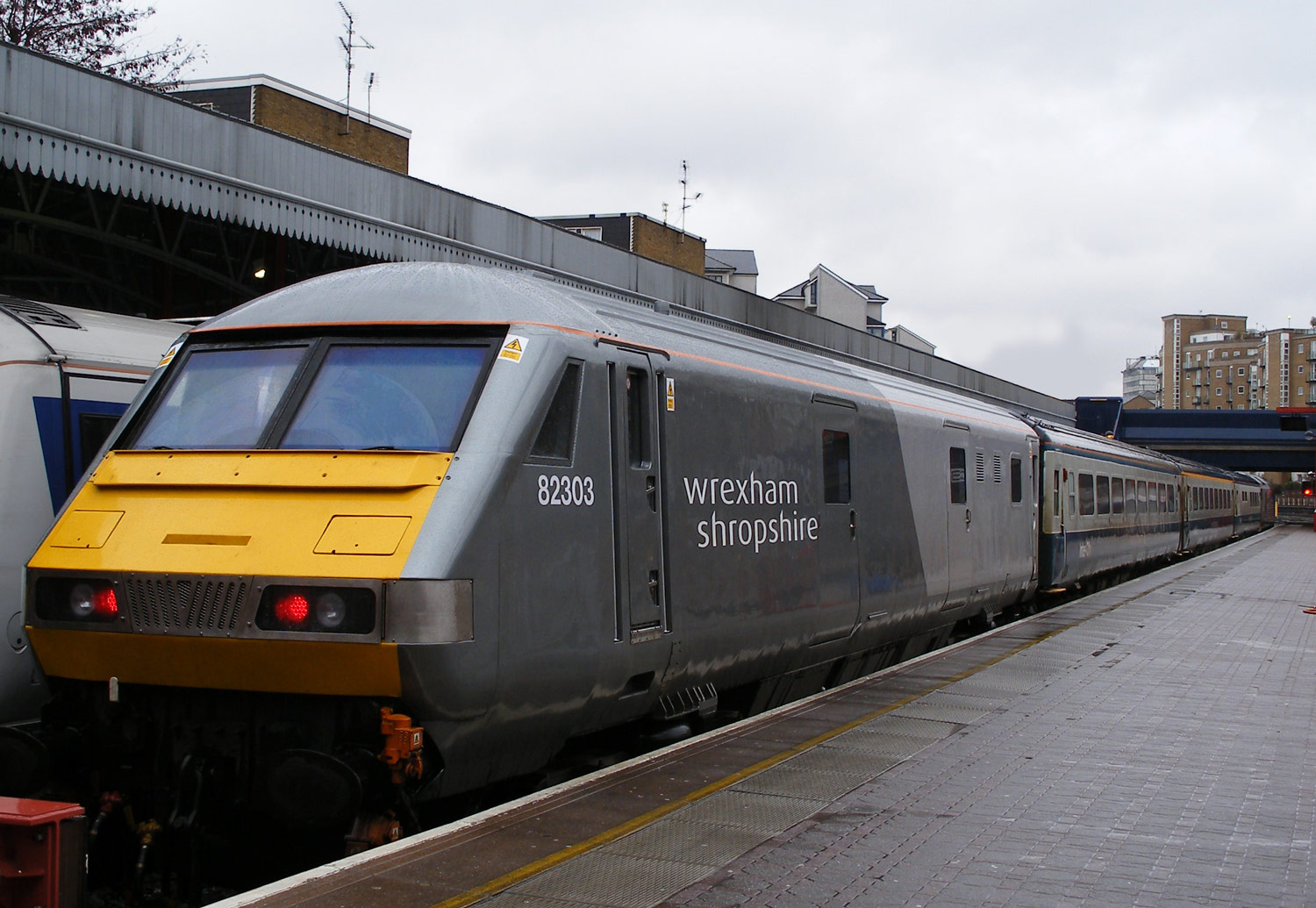
Locomotore Wrexham Shropshire Driving Van Trailer (DVT) 82303 delle 12.17 per Wrexham in partenza da Marylebone giorno 13 dicembre 2008

Negli anni novanta, dopo la privatizzazione delle ferrovie britanniche del 1996, la stazione ebbe un grande impulso quando la Chiltern Railways riprese i servizi. La Chiltern trasformò la stazione in terminal per un nuovo servizio InterCity per Birmingham. Per far fronte al successo degli ultimi dieci anni, che ha visto aumentare in maniera esponenziale il traffico passeggeri, nel maggio 2006 vennero aperte al servizio due nuove piattaforme, la 5 e la 6.
Alla fine di gennaio 2006, si è costituita una nuova società, la Wrexham, Shropshire and Marylebone Railway che nei primi mesi del 2008 ha iniziato ad operare servizi da Wrexham (Galles del nord) via Shrewsbury, Telford e West Midlands per Marylebone. Questo ha consentito la ripresa dei servizi per Londra da Wrexham e dallo Shropshire.

## Strutture e impianti
La stazione si trova su Marylebone Road, nel quartiere di Paddington. Nelle sue vicinanze si trovano Regents Park, Baker Street e Madame Tussauds.
La stazione delle linee principali ha sei piattaforme di cui due costruite nella stazione originaria, due inserite in un secondo tempo e due entrate in servizio nel settembre 2006. Non è più la minore delle stazioni londinesi anche se ad eccezione della ormai chiusa stazione di Waterloo International (sostituita dalla stazione di St Pancras, aperta nel novembre 2007) rimane la più nuova. Essa è l'unica non ancora elettrificata ed è anche una delle due stazioni principali di Londra a non essere gestita direttamente dal Network Rail, assieme alla stazione di Blackfriars.

## Movimento
I servizi sono gestiti dalla Chiltern Railways che opera la Chiltern Main Line e la London to Aylesbury Line per High Wycombe, Aylesbury, Bicester, Banbury, Leamington Spa, Stratford-upon-Avon, Birmingham e Kidderminster.
Esistono anche cinque treni al giorno per Wrexham via Midlands e Shropshire.
La stazione ha un traffico annuo di circa 11,6 milioni di passeggeri (dati 2006/2007) con un incremento di 4,8 milioni rispetto al 2005/2006.